# Cugny
Cugny är en kommun i departementet Aisne i regionen Hauts-de-France i norra Frankrike. Kommunen ligger  i kantonen Saint-Simon som ligger i arrondissementet Saint-Quentin. År 2022 hade Cugny 605 invånare.

## Befolkningsutveckling
Antalet invånare i kommunen Cugny
Referens: INSEE